# Kaskaskia

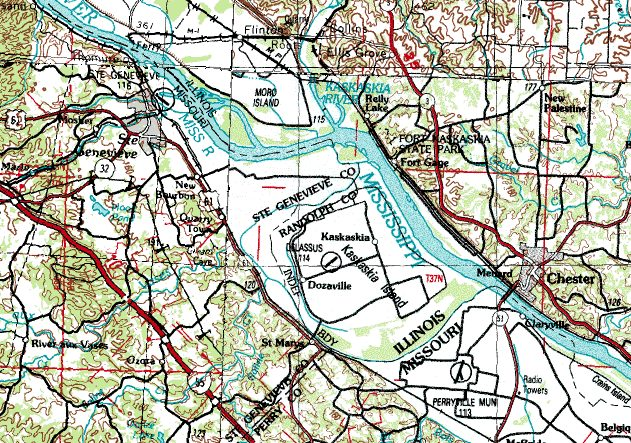
Kaskaskia är beläget på Mississippiflodens västra bank, trots att samhället ligger i Illinois.

Kaskaskia är ett municipalsamhälle i Randolph County, Illinois. 

## Befolkningsstorlek
Kaskaskia har idag 14 invånare, vilket gör det till den näst minsta kommunen i Illinois. 

## Historia
Historiskt har Kaskaskia varit av stor betydelse. På sjuttonhundratalet hade den sjutusen invånare och var den viktigaste orten i Franska Illinois. Den var Illinoisterritoriets huvudstad och senare staten Illinois första huvudstad (1818-1820). 

## Förstörelse
Större delen av Kaskaskia förstördes när Mississippifloden bytte sitt lopp 1881. Samhället ligger därför i dag på Mississippis vänstra bank, trots att samhället tillhör Illinois. Det har ett riktnummer tillhörigt Illinois, men ett postnummer tillhörigt Missouri.